# Katsuhiko Nagata
Katsuhiko Nagata (jap. 永田克彦 Nagata Katsuhiko; ur. 31 października 1973) – japoński zapaśnik w stylu klasycznym i wrestler. Dwukrotny olimpijczyk. Srebrny medalista igrzysk w Sydney 2000 w wadze 69 kg, szesnasty w Atenach 2004 w kategorii 74 kg.
Sześciokrotny uczestnik mistrzostw świata, dziesiąty w 2003. Siódmy na igrzyskach azjatyckich w 1998 i piąty w 2002.
Złoty medal na igrzyskach Wschodniej Azji w 2001, srebrny w 1997. Złoty medalista mistrzostw Azji w 2000 roku.
Po zakończeniu kariery amatorskiej zawodnik MMA. W latach 2005–2011 stoczył 16 walk. Jego bilans to: 6 zwycięstw 7 porażek i 3 remisy